# Gamla Enskede
Gamla Enskede är en stadsdel och trädgårdsstad i Söderort inom Stockholms kommun. Stadsdelen gränsar till Johanneshov, Hammarbyhöjden, Kärrtorp, Enskededalen, Skarpnäcks gård, Gubbängen, Tallkrogen, Svedmyra, Stureby, Enskedefältet och Enskede gård.

## Administrativ historik
Fram till 1913 ingick området i Brännkyrka landskommun, som 1913 inkorporerades med Stockholms kommun. Kommunen var då indelad enligt Rotemanssystemet, och Gamla Enskede ingick i Enskederoten, som hade en Rotemansexpedition på Margaretavägen 32. Området i sig kallades Enskede Villastad. 1926 upphörde systemet med roteindelning, och området ingick då i statistikområdet Enskede trädgårdsstad, som omfattade större delen av nuvarande Enskede-Årsta församling. 1932 delades detta område upp och bland annat Gamla Enskede bildades.
År 1997 infördes stadsdelsnämnder i Stockholms kommun, och Gamla Enskede tillhörde då Enskede stadsdelsområde. Stadsdelsnämnderna har under åren slagits ihop, och idag tillhör området Enskede-Årsta-Vantör.

## Historia
Fram till slutet av 1800-talet var området en lantlig del av Brännkyrka socken. Området låg inom Enskede gårds ägor och användes mest till åkermark med namn som Storängsgärdet och Fogelkärrsgärdet. År 1890 köpte Stockholms kommun 14,8 hektar mark i området för en kyrkogård, som 1895 invigdes under namnet Södra begravningsplatsen (numera Sandsborgskyrkogården). 1912 utökades området med ytterligare 78 hektar, den delen blev senare Skogskyrkogården, invigd 1920.

### Stadsplaner
| "Enskede trädgårdsstad"; Per Olof Hallmans stadsplan från 1907 och nu gällande stadsplan Pl. 218 från 1922 (norr är till vänster). |  | "Enskede trädgårdsstad"; Per Olof Hallmans stadsplan från 1907 och nu gällande stadsplan Pl. 218 från 1922 (norr är till vänster). |
| "Enskede trädgårdsstad"; Per Olof Hallmans stadsplan från 1907 och nu gällande stadsplan Pl. 218 från 1922 (norr är till vänster). |  | |

Enskede gårds kvarvarande 606 hektar mark köptes av Stockholms kommun 1904 och planerades för egnahem. Pådrivande kraft bakom det hela var stadsingenjör Herman Ygberg. 1907 års stadsplan togs fram av Per Olof Hallman med plats för kyrka och offentliga byggnader. Den 26 juni 1908 togs det första spadtaget och därmed var Stockholms samt Sveriges första kommunala trädgårdsstad, Enskede trädgårdsstad, ett faktum.

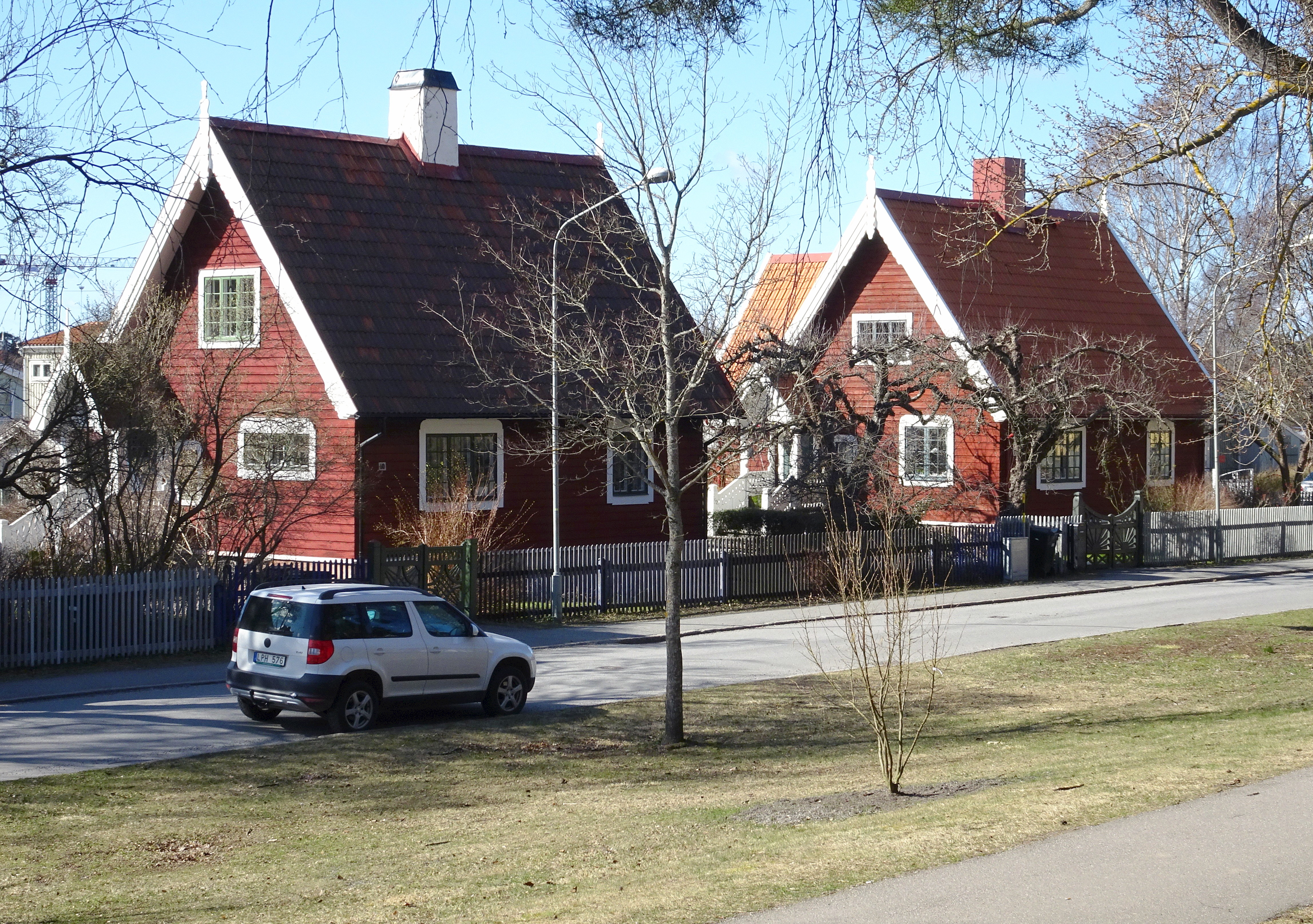
Margaretavägen 60 (närmast) och 58, av den hustypen uppfördes enbart fyra villor år 1909, foto mars 2020.

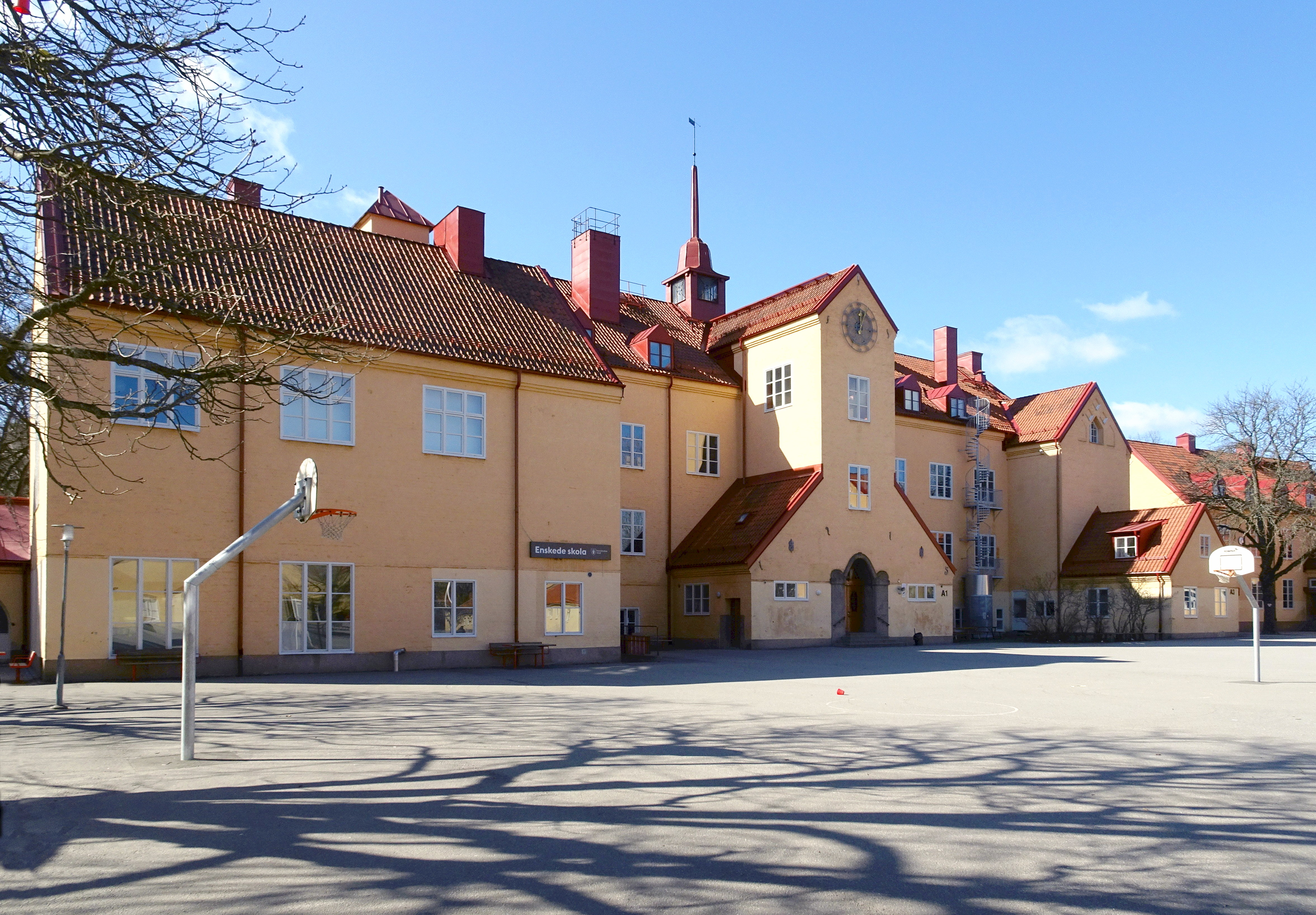
Enskede skola, äldsta delen sedd från skolgården, 2020.

Tanken var att vanliga människor här skulle kunna skaffa sig ett hus med två rum och kök samt källare och trädgård för samma pris som en vanlig tvårumslägenhet i innerstaden. Kommunen gav fördelaktiga lån på 80 procent av förvärvskostnaden via nyinstiftade Stockholms tomträttskassa. Själva byggande gjordes av enskilda firmor som AB Hem på landet och AB Stockholms stads trädgårdsstäder.
Ursprungligen var stadsdelen tänkt att till stor del bestå av radhus utmed de svängda gatorna, men försäljningen gick trögt, och de som flyttade från stenstaden ut till landet föredrog den egna småstugan som ofta uppfördes av nybyggarna själva. Tidskriften Arkitektur var kritisk till radhus så långt utanför staden och skrev 1908 bland annat: ”Låge detta inne i staden, skulle det naturligtvis vara en mycket tilltalande bostad, men då man flyttar ut till landet för att få ett eget hem, så vänta vi oss nog något annat än denna enfamiljskasern”. 1922 presenterade Hallman en bearbetad stadsplan där endast de sex radhuslängor vid Margaretavägen fanns kvar (se Gamla Enskedes radhus).
Till en början ville ingen köpa någon ”enfamiljskasern” och radhusen hyrdes ut. Det ljumma intresset medförde även att de av stadsplaneraren Per Olof Hallman föreslagna övriga radhuslängorna i Gamla Enskede aldrig realiserades utan ersattes av bebyggelse med småhus.
Vid Handelsvägen uppfördes flerfamiljshus med butiker i bottenvåningen men området som till största delen stod färdigt redan 1913 utgörs främst av parhus och enfamiljshus. Radhusen vid Margaretavägen är uppförda enligt tysk och engelsk förebild. Några arbetsplatser byggdes inte, de boende förutsattes arbeta inne i centrala Stockholm eller möjligtvis i Slakthusområdet. År 1925 tillkom flerfamiljshus längs Nynäsvägen, bland dem Framtiden 1 ritat av Cyrillus Johansson.
På 1930- till 1940-talen byggdes Svampområdet söder om Sockenvägen med småhus, nästan alla ritade av arkitekt Edvin Engström. På 1960-talet tillkom bostäder och service kring kvarteret Palsternackan vid Handelsvägen.
I östra Gamla Enskede fanns en kuperad del av Stockholmsåsen kallad Röda Backen och där byggdes från 1911 ett koloniområde med 350 kolonilotter. I området fanns även torpet Dalens gård (riven 1972) och krogen Stora Gungan, som nedmonterades 1969 och uppfördes på Skansen 1973-1975.
I april 1969 avröjdes området, 200 kolonistugor revs, och åsen schaktades bort för ett jättesjukhus, men planerna skrinlades 1970. Mellan 1977 och 1982 byggdes istället det mindre Dalens sjukhus och bostadsområdet Dalen med 280 radhus och 20 flerfamiljshus.

## Skolor
Gamla Enskedes första folkskola var ett rödmålat trähus som därför kallades ”Röda skolan”. Byggnaden ritades 1903 av skolarkitekten Georg A. Nilsson och låg vid nuvarande Guldsmedsvägen / Röda backens väg. Här bedrevs skolverksamhet i olika former fram till 1967. Byggnaden revs 1977.
Nuvarande Enskede skola är en kommunal grundskola belägen i kvarteret Skiftet vid Mittelvägen. Skolans första skolhus uppfördes 1915 efter ritningar av Georg A. Nilsson och har därefter byggts till i flera etapper. Idag är Enskede skola en av Stockholms största grundskolor med över 900 elever fördelade på förskoleklasser ända upp till årskurs 9. Anläggningen är grönklassad av Stadsmuseet i Stockholm vilket innebär att bebyggelsen anses vara ”särskilt värdefull från historisk, kulturhistorisk, miljömässig eller konstnärlig synpunkt”.

## Typhus
Den som köpte en tomt i stadsdelen kunde välja att bygga ett helt eget hus, eller välja ett av de olika typhusen
som tagits fram av Stockholms Lantegendomsnämnd.
Några av dessa var:
- Typhus I finns på Margaretavägen och ritades av Victor Bodin. 1½ eller 2 våningars radhus av tegel med slätputs. Valmade gavelspetsar och valmat sadeltak. Lägenheterna är på tre rum och kök.

- Typhus II, på Backvägen och Björkvägen. Arkitekt Victor Bodin, enfamiljs stenhus, 2 rum och kök.

- Typhus IV, även kallad Enskedestugan, arkitekt C.A. Andersson och Axel Herman Forsberg. Friliggande 1½ vånings trähus. Källare, våning och inredd vind.

- Typhus V, 26 hus uppfördes, arkitekt troligen Rudolf Arborelius. Två familjer fick dela på källare, två våningar och vind, tre rum och kök per familj.

- Typhus X, 1½ vånings trähus med röd liggande fasspontpanel, sadeltak. Består av tre rum och kök. Liknar typhus IV, men är större.

- Typhus XII, fristående enfamiljshus om tre rum och kök, som uppfördes i två exemplar 1912, arkitekt Gustaf Pettersson.

- Typhus XVII, arkitekt Edvin Engström. Friliggande enfamiljshus med källare, våning och vind. Fasad av locklistpanel och sadeltak med enkupigt rött tegel.

## Kommunikationer
Från 1909 drogs spårvägen, Enskedebanan, vidare från Skanstull till Kyrkogårdsvägen (idag Stora Gungans väg). Från 1930 blev även spårvagnarna på Örbybanan ett alternativ. En resa från Stora Gungans väg till Slussen tog cirka 25 minuter.
Spårvagnstrafiken lades ner 1950 och ersattes av tunnelbana. I stadsdelen finns idag tunnelbanestationerna Sandsborg och Skogskyrkogården. Sandsborg var en krog och värdshus från 1782 som låg vid Gamla Dalarövägen men revs 1957.

## Stockholms stadsmuseums byggnadsinventering i Gamla Enskede
Stockholms stadsmuseum har under 2004-2007 inventerat samtliga byggnader i stadsdelen uppförda före 1990. De mest värdefulla byggnaderna har getts en blåmärkning vilket innebär det starkaste skyddet och att byggnaden bedöms ha "synnerligen höga kulturhistoriska värden". Vid inventeringen gavs nio anläggningar en blå märkning. Ett stort antal anläggningar fick en grön märkning, det näst högsta värdet, som betyder att byggnaden är särskilt värdefull i någon mening.. 
Bland villorna kan särskild omnämnas Margaretavägen 58 och 60, som uppfördes efter typritning genom AB Hem på landet 1909. Hustypen uppfördes endast i fyra exemplar. Höbäringen 2 (Margaretavägen 60) är den bäst bevarade av de båda vilket gör den unik. Byggnaden har ett högt arkitekturhistoriskt- och byggnadshistoriskt värde. Tillsammans med kringliggande byggnader skapas en helhetsmiljö som är viktig för gatubilden.
| Bild | Benämning                             | Byggår    | Arkitekt                        | Adress               | Kvarter & Motivering | Märkning |
| ---- | ------------------------------------- | --------- | ------------------------------- | -------------------- | -------------------- | -------- |
|      | Gamla Enskedes radhus                 | 1908-1909 | Victor Bodin                    | Margaretavägen 15-49 | Lantbrukaren 10-27   |          |
|      | Gamla Enskedes radhus                 | 1908-1909 | Victor Bodin                    | Margaretavägen 18-54 | Inspektoren          |          |
|      | Villa, 1½ vånings trähus              | 1909      | Karl Güettler                   | Solvägen 12          | Stataren 6           |          |
|      | Enskede kyrka                         | 1915      | Carl Bergsten                   | Kyrklunden           |                      |          |
|      | Villa, 1½ vånings trähus, typhus VIII | 1909      | C A Danielsson                  | Margaretavägen 60    | Höbärgningen 2       |          |
|      | Slåttern 5, villa.                    | 1912      | Trol. G. Larsson                | Stockholmsvägen 48   | Slåttern 5           |          |
|      | Framtiden 1                           | 1915      | Cyrillus Johansson              | Nynäsvägen 307-315   | Framtiden 1          |          |
|      | Sandsborgskyrkogården                 | 1895      |                                 |                      |                      |          |
|      | Skogskyrkogården                      | 1920-1940 | Gunnar Asplund Sigurd Lewerentz | Sockenvägen 492      |                      |          |

## Bilder

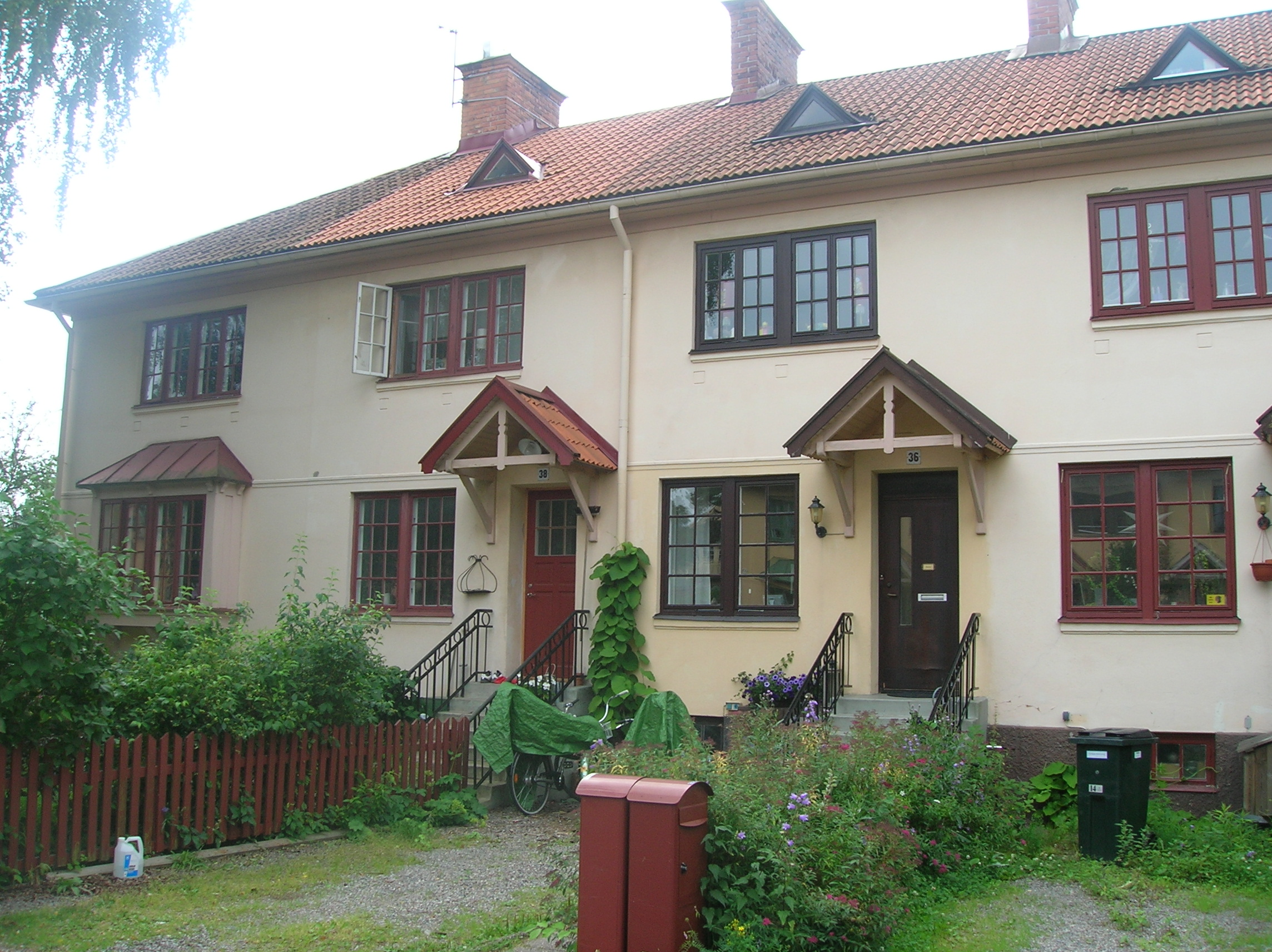
Typhus I, Margaretavägen 36-38, uppfördes 1909; antagligen ett av de första radhusen i Sverige.
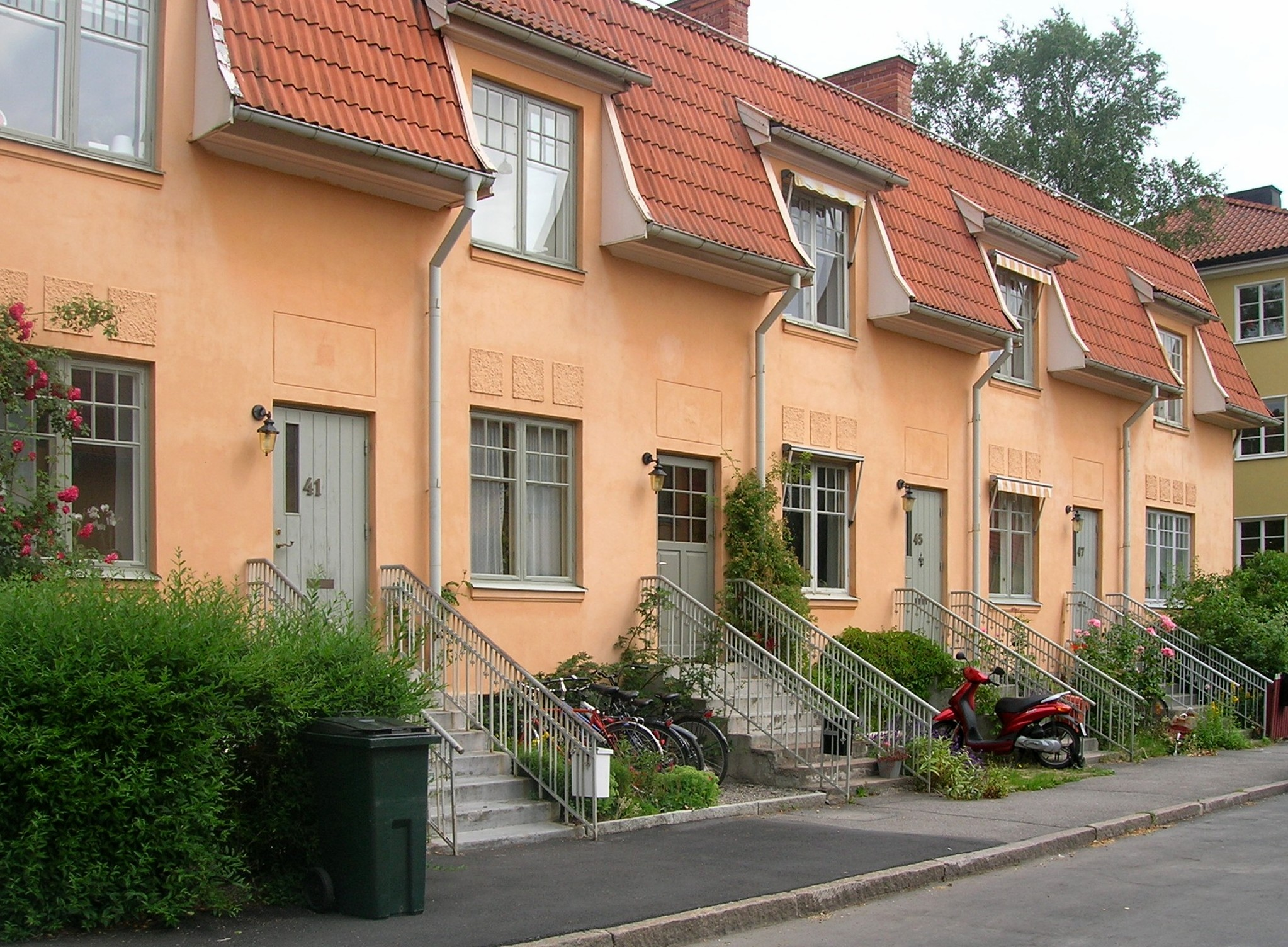
Typhus I ("Engelskt radhus"), Margaretavägen 41-47.
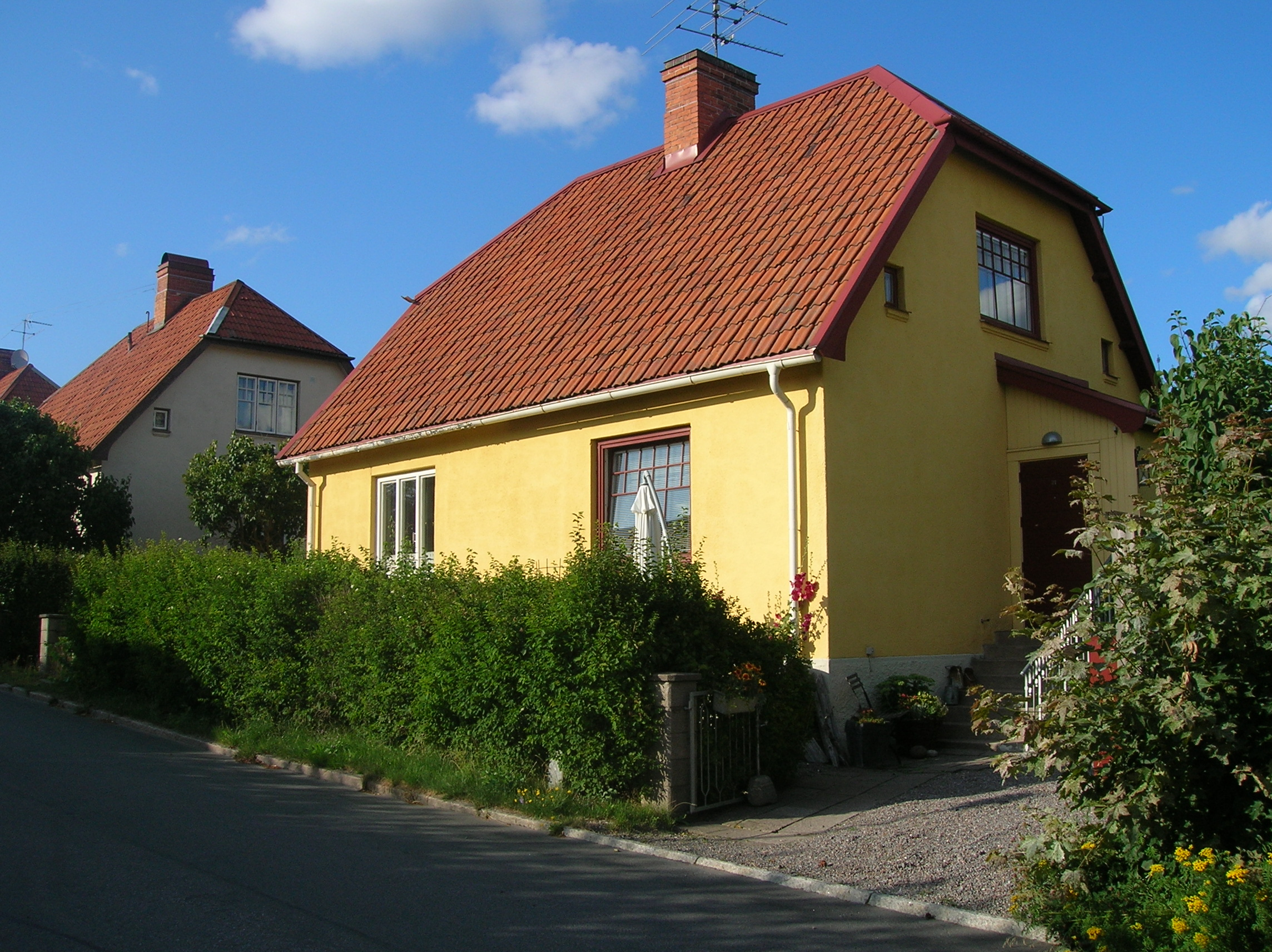
Typhus II, Backvägen 19-21, uppfördes 1909, arkitekt Victor Bodin.
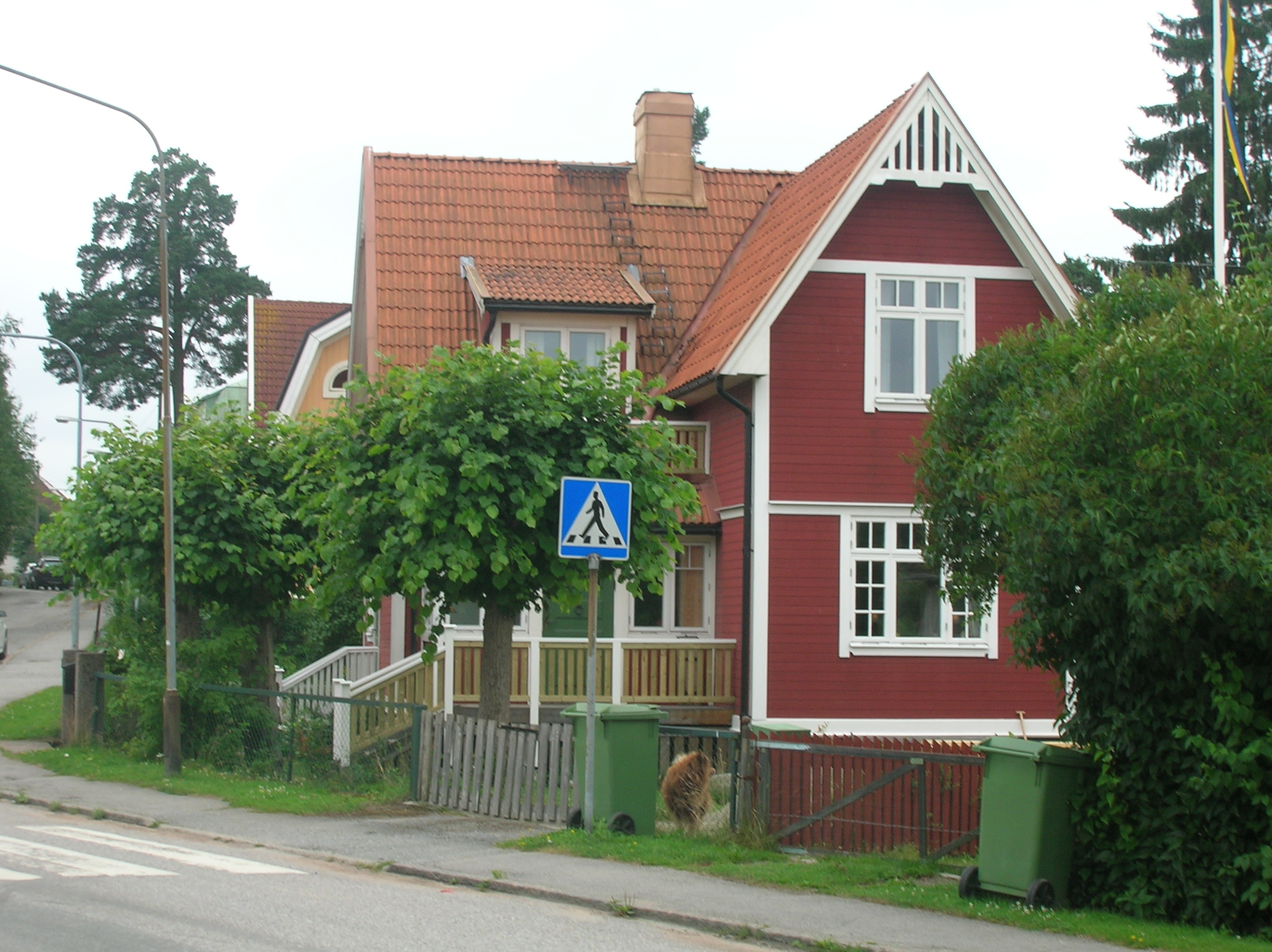
Typhus IV, Kolonivägen 6, uppförd 1910. Typen kallas Enskedestugan.
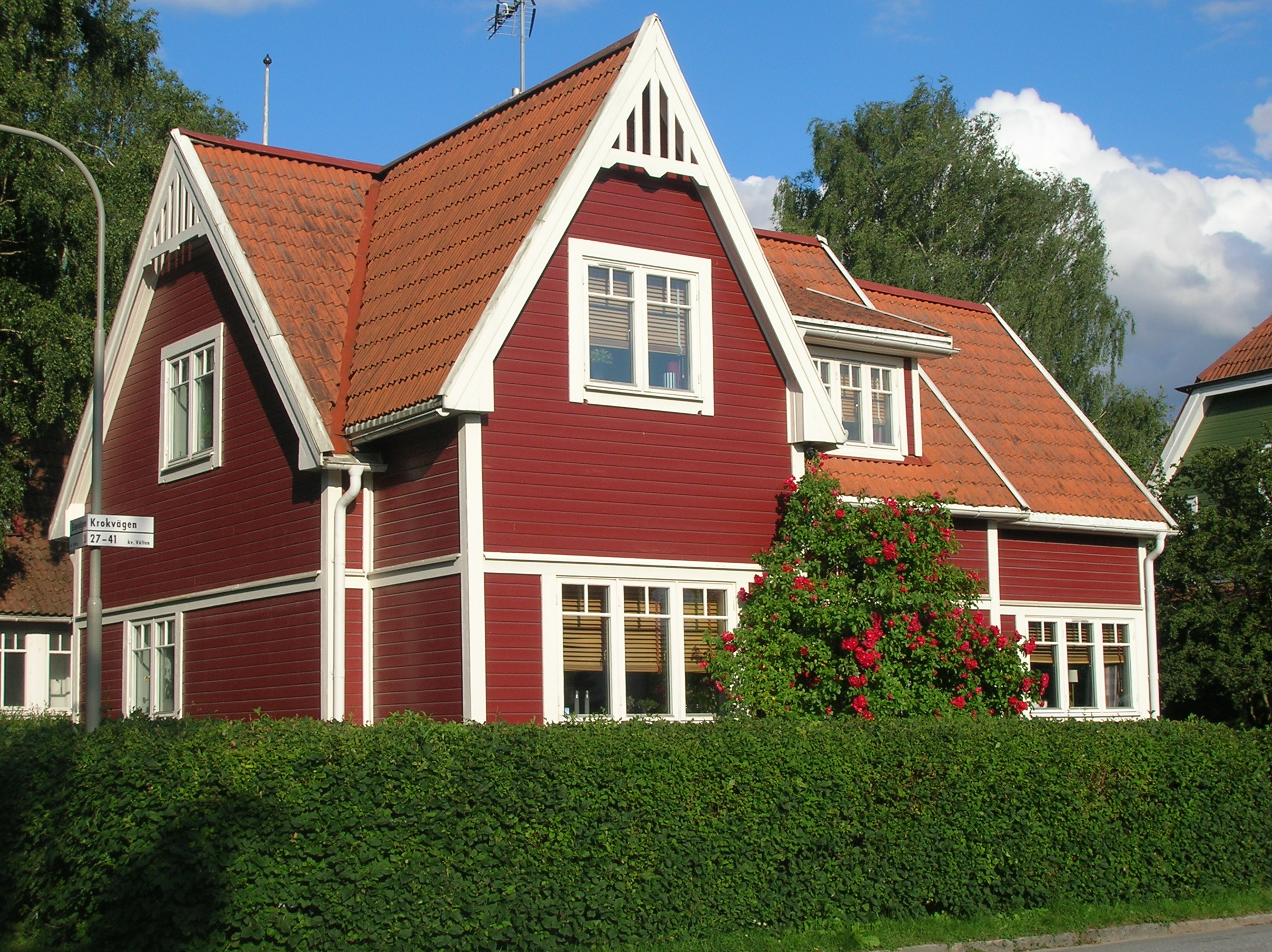
Typhus IV, Krokvägen 27, uppförd 1910. Trähus med röd liggande fasspontpanel.

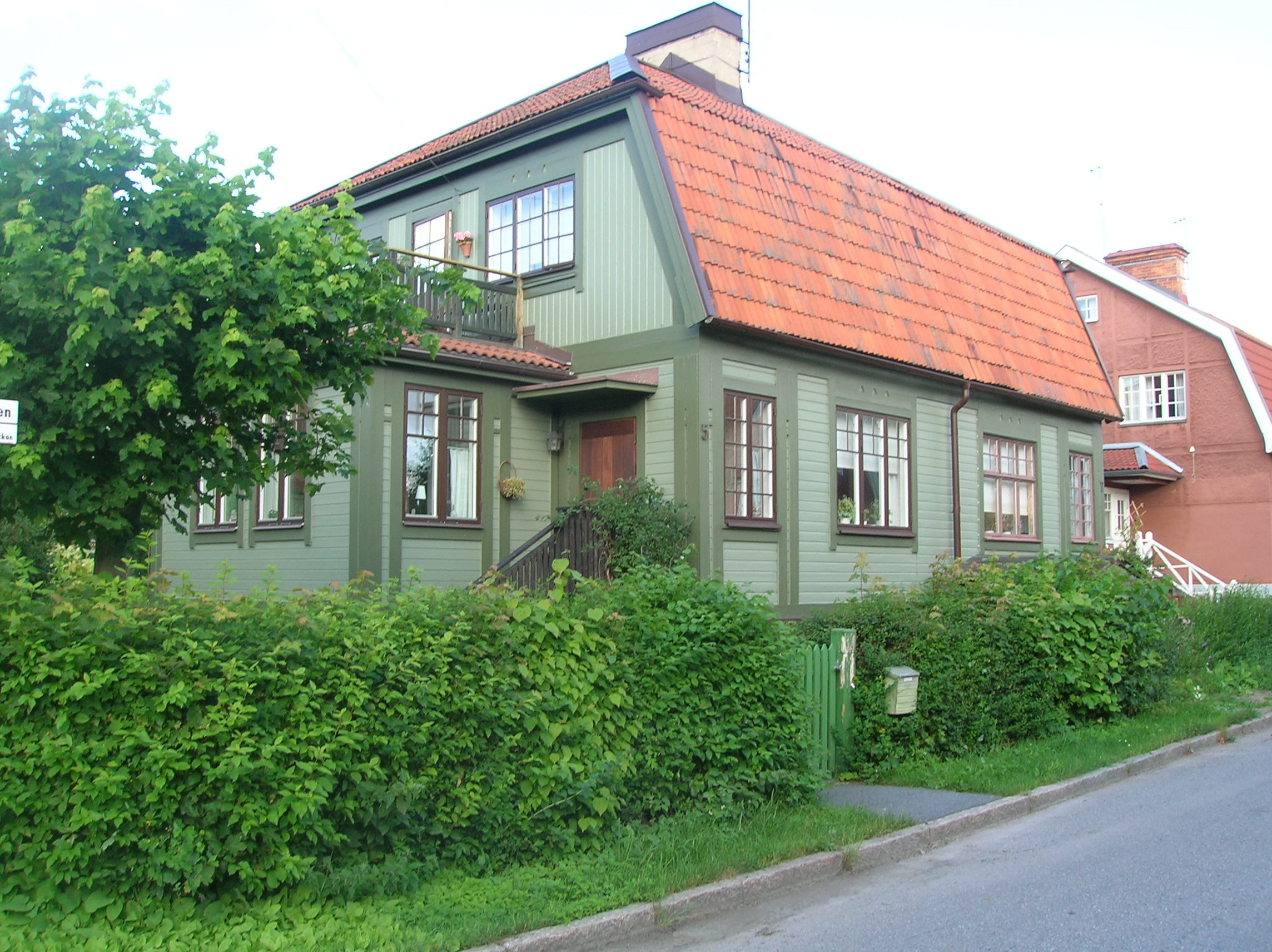
Typhus V, Ängsvägen 5-7.
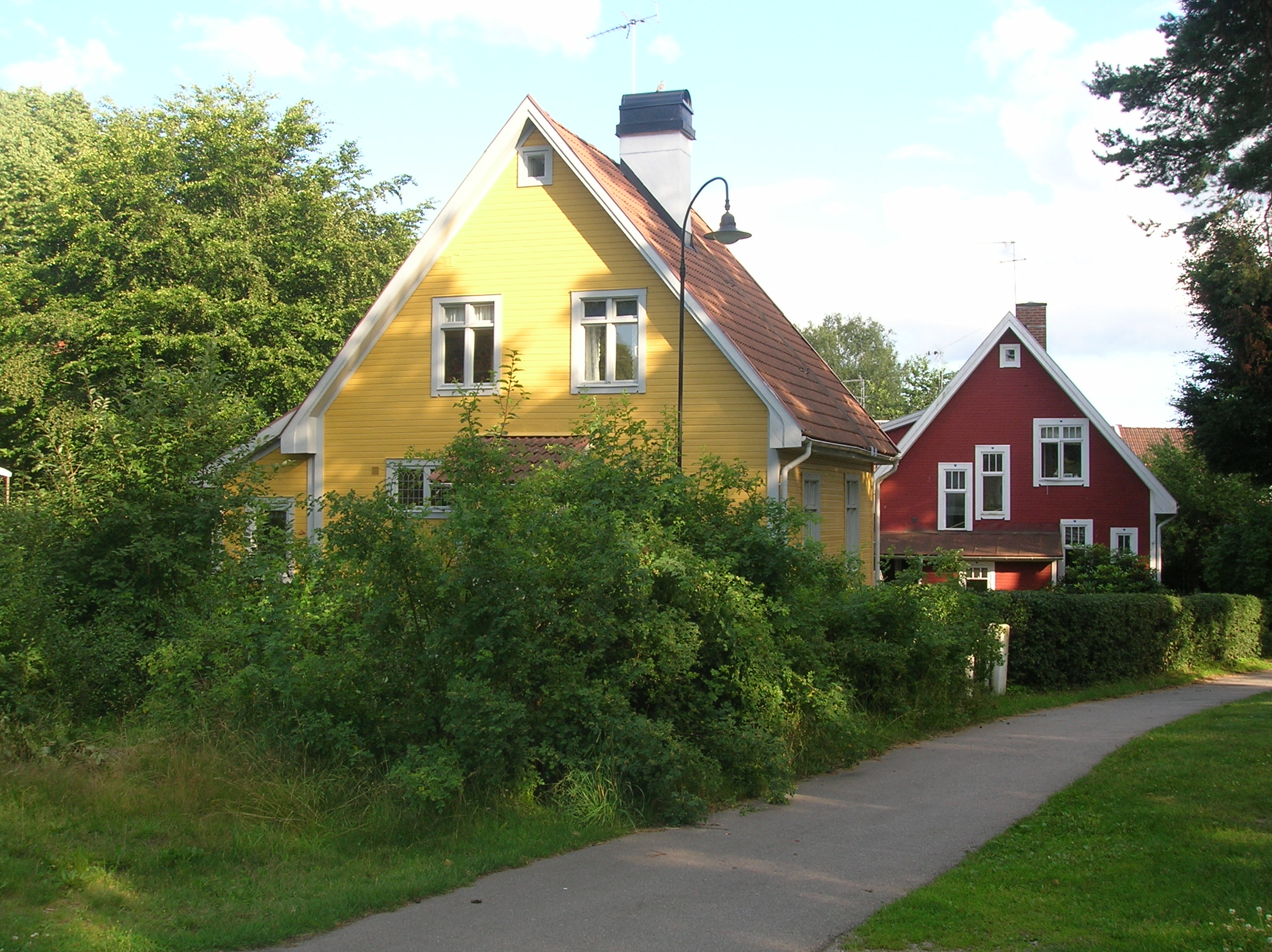
Typhus X, Mittelvägen 10-12, uppfördes 1910.
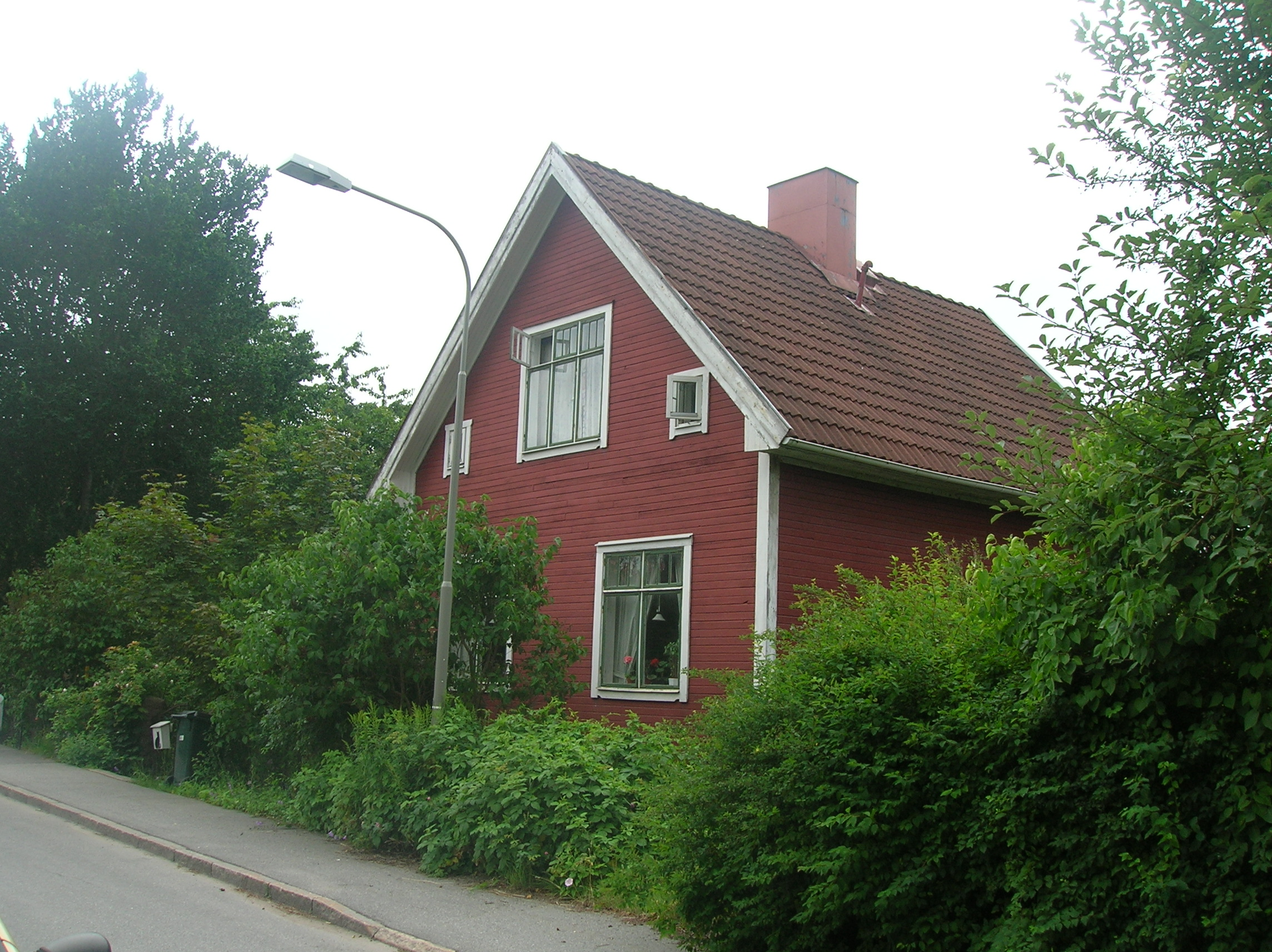
Typhus X, Solvägen 18, uppförd 1910. 1½ vånings trähus, sadeltak med tvåkupigt tegel.
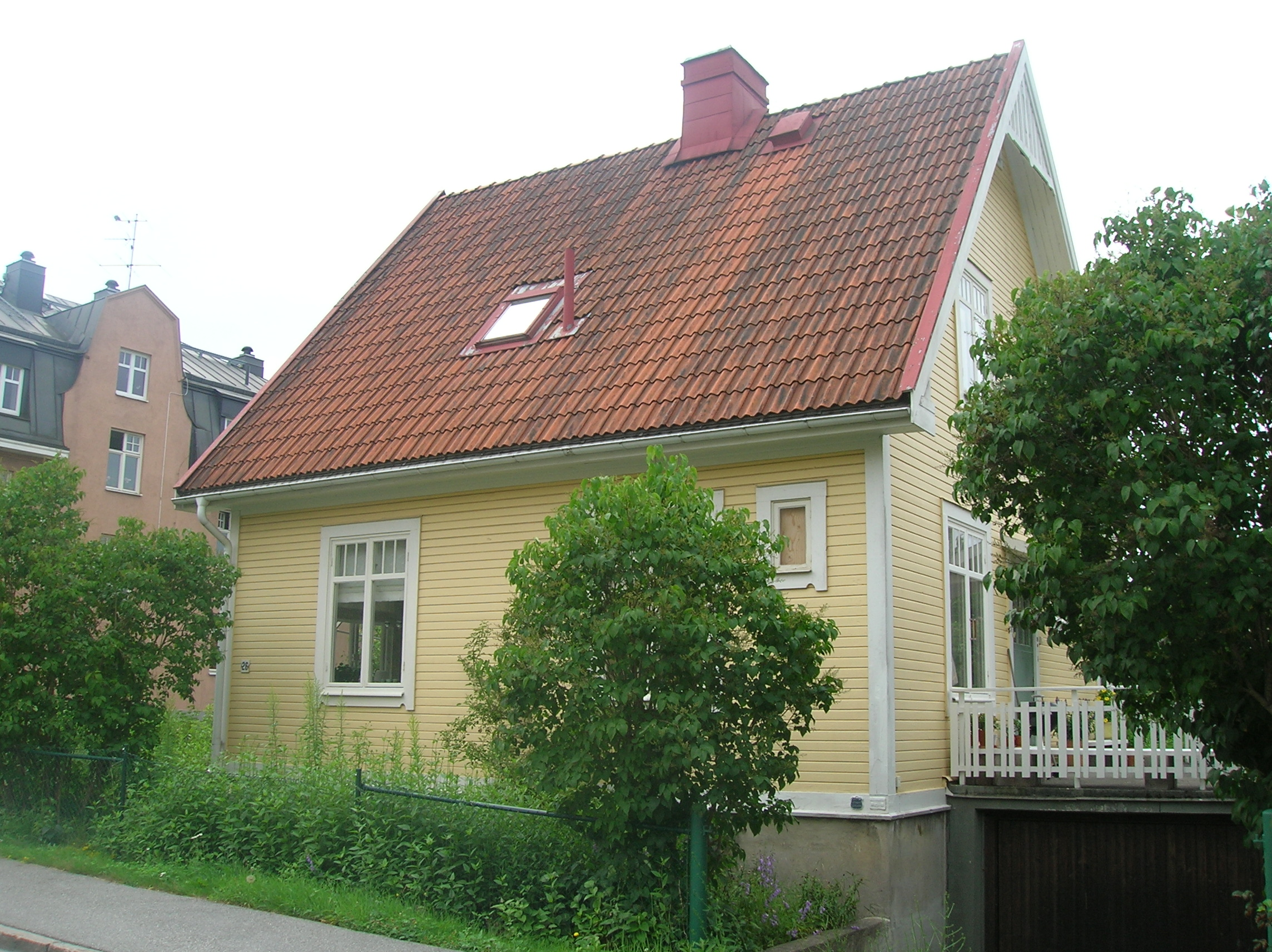
Typhus X, Solvägen 26, uppförd 1909. 1½ vånings trähus med gul liggande fasspontpanel.
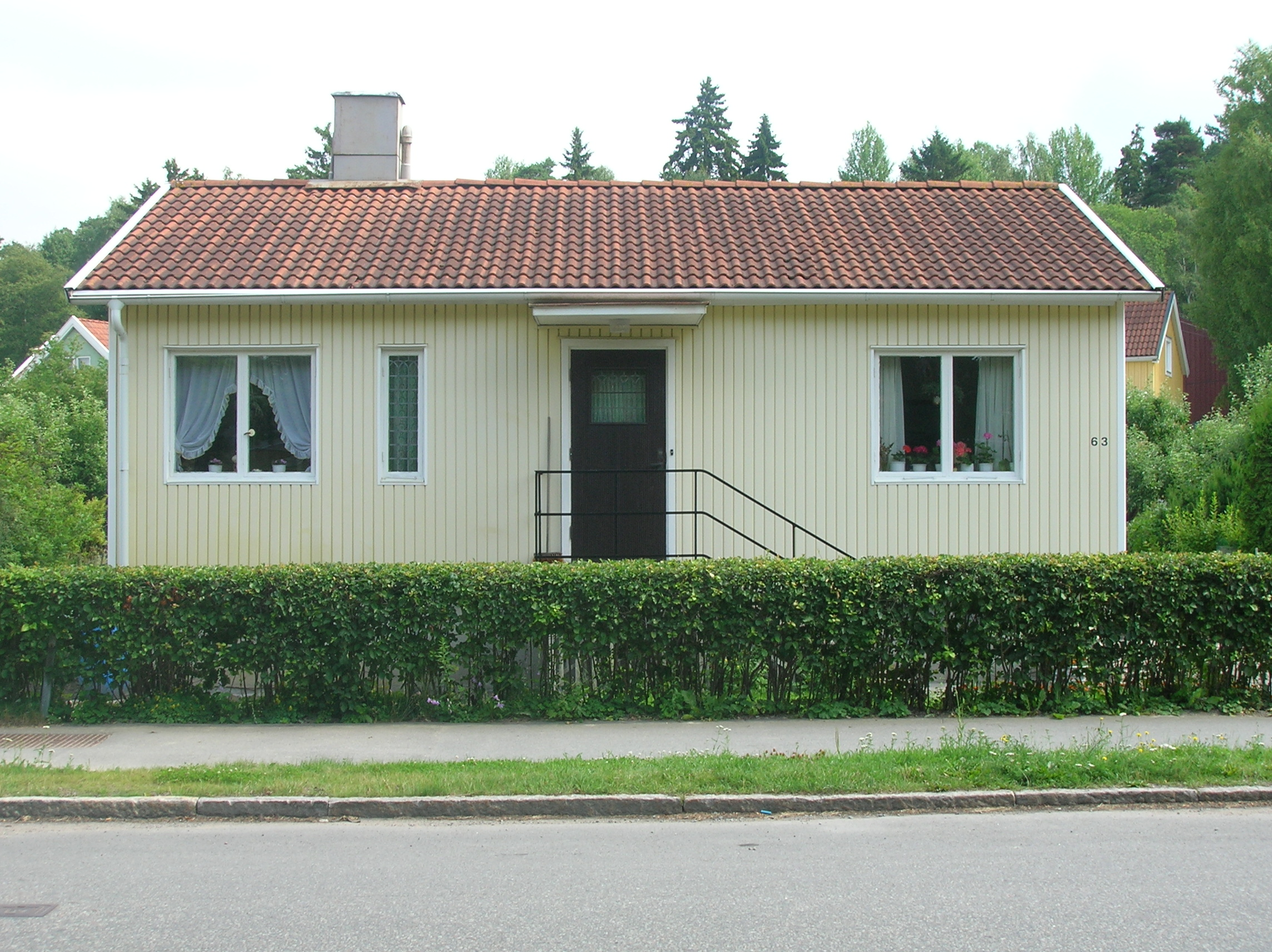
Typhus XVII, Handelsvägen 63, uppförd 1940, ritad av Edvin Engström.

## Demografi
Den 31 december 2022 hade stadsdelen 10 810 invånare, varav cirka 28,25 procent med utländsk bakgrund.